# ABCモデル

シロイヌナズナにおけるABCモデルの概略図。Aクラスの遺伝子（青色）は萼片と花弁の形成に影響を及ぼし、クラスBの遺伝子（黄色）は花弁と雄蕊の形成に、Cクラスの遺伝子（赤色）は雄蕊と心皮の形成に影響を及ぼす。各遺伝子は特定の2つの"whorl"（本文参照）においてそのスイッチがオンとなる。

花の発生におけるABCモデルは、被子植物の花の発生を遺伝子の発現調節から説明するモデルである。
花の発生とは、被子植物がメリステム（分裂組織）において遺伝子の発現を変化させ、有性生殖のための器官、すなわち花の形態を形成していく過程のことを指す。この過程においては次に示す3つの生理学的な変化が起こる必要がある。第一に、植物体は性的に未成熟な状態から成熟した状態に移行しなければならない（すなわち、花成へと移らなければならない）。第二に、頂端メリステムの機能を栄養成長から生殖成長へと転換させなければならない。そして最後に、花におけるそれぞれの器官を成長させなければならない。この花器官形成の過程を分子・発生遺伝学の観点から記述し、モデル化したのがABCモデルである。
ABCモデルは、異なる3クラスの転写因子が花の異なる部分で発現することにより、発生を制御する様式を次のように説明する。
- クラスA遺伝子は単独ではがくを発生させる。
- クラスB遺伝子は、クラスA遺伝子と共存すると花弁を発生させる。またクラスC遺伝子と共存すると雄蕊を発生させる。
- クラスC遺伝子は単独では心皮（雌蕊）を発生させる。

ABCモデルは1991年にE. CoenとE. Meyerowitzによって提唱された。シロイヌナズナやキンギョソウなどの花の各器官（葉が変化したものと考えられるので花葉と呼ばれる）に異常を起こす突然変異体の研究成果に基づいており、その後、他の多くの植物に適用できることが示されつつある 。

## 背景

花の構造

花を作るメリステムへの分化を引き起こすのは、外部からの刺激である。この刺激が特にメリステムの側面における有糸分裂を活性化させ、新しい器官の原基を形成させる。また同じ刺激がメリステムに働きかけて、葉をつくる栄養成長メリステムから花メリステムへの転換を引き起こす。この二種類のメリステムの違いは、それによって作られる器官が明らかに違うことは別にすると、花メリステムにおいて作られる器官の配列、すなわち葉序が多くの栄養成長メリステムとは違って輪生状になっているということが大きい。つまり、上方に向かって萼（がく）片、花弁、雄蕊（おしべ）、心皮（めしべの構成単位）の順にそれぞれが同心円状に形成され、その間に茎は伸長しない。
この各器官が形成される同心円状の場所のことを、"whorl"と呼び、最も外側のwhorlから第一、第二、第三、第四whorl（whorl 1, whorl 2, whorl 3, whorl 4)と定義する。典型的な花ではwhorl 1には萼片、whorl 2には花弁、whorl 3には雄蕊、whorl 4には心皮が形成される
。
この4つのwhorlにつくられる器官のアイデンティティーは、機能の異なる少なくとも3つのタイプの遺伝子産物（タンパク質）の相互作用の結果である。ABCモデルはこの3つのタイプの遺伝子、すなわちAクラス、Bクラス、Cクラスの遺伝子が器官アイデンテティーの決定にかかわる仕組みを説明するものである。
詩人・文学者として有名なゲーテは18世紀に、花を構成する要素は、葉が繁殖や防御のために特殊化し形態変化してできたものだとする説を唱えた。この説は1790年に著された『植物変態論』("Versuch die Metamorphose der Pflanzen zu erklaren")で初めて記された。ゲーテは以下のように述べている。
"...同様にまた雄蕊は短縮した花弁であるとも、花弁は雄蕊の拡大した状態であるとも言えそうだ。そして、萼片は茎葉が短縮しある洗練された段階に近付いたものであるとも、茎葉は萼片が洗練されていない粗製の樹液が流れ込んだことによって拡大したものであるとも言うことができるかもしれない。"
ゲーテが提唱したこの考え方を提唱から200年の時を経た1990年代に現代生物学の立場から証明することに成功したのが、ABCモデルである。

### 花成への転換
ABCモデルが適用される花器官形成に先立って、栄養成長期から生殖成長期への移行が起こる。この移行は植物の生命周期における劇的な変化、それもおそらく最も重要な変化を伴う。というのも、確実に子孫を残すためにはこの移行が正しく遂行されることが必須だからである。その過程は花序のメリステムが誘導され発生することに特徴づけられる。この花序メリステムが花の集合、あるいは場合によってはただ一つの花を作り出すのである。以上のような花の形態形成の開始には内的要素と外的要素の両方が影響を与える。例えば、この変化が開始されるには、その時点で植物体が一定数の葉をつけていなくてはならず、また植物体全体のバイオマスが一定量に達している必要がある。ある特別な光周期（例えば、長日条件など）などの環境条件も必要とされる。植物ホルモンもこの過程で大きな役割を果たしており、特にジベレリンの働きが重要とされる。
この過程を分子生物学的に制御するシグナルは多数知られている。 とくにFLOWERING LOCUS T (FT)、 LEAFY (LFY)、そしてSUPPRESOR OF OVEREXPRESSION OF CONSTANS1 (SOC1、AGAMOUS-LIKE20とも。)という3つの遺伝子がモデル植物のシロイヌナズナにおいて、花成への転換において一般的で独立した機能を持つとされる。SOC1は「MADSボックス」と呼ばれるタイプの転写因子で、光周期、春化、ジベレリンに対する応答を統合する役割を果たすとされている。

### 花メリステム（花序メリステム）の形成
メリステムは、あらゆるタイプの細胞組織を生み出すことのできる未分化な幹細胞を含む組織、あるいは組織群として定義できる。その維持と確立は栄養成長メリステムにおいても、花序メリステムにおいても遺伝的な細胞運命決定のメカニズムによって制御されている。このことはつまりある遺伝子群が直接幹細胞の性質の維持を制御したり（WUSCHEL遺伝子）、あるいは他の遺伝子群が幹細胞の性質を阻害するために負のフィードバック制御を通してはたらいていたりしている（CLAVATA遺伝子）ということである。この両者のメカニズムによりフィードバックループが形成され、システムに堅牢性を与えている。WUSHEL遺伝子とともにSHOOTMERISTEMLESS (STM) 遺伝子もメリステム領域の分化を抑制している。この遺伝子は幹細胞の分化を抑制すると同時に娘細胞における細胞分裂を許す。その娘細胞における分化の抑制が解除されれば、そこから明瞭な器官が形成されることになる。

## ABCモデルの概要
|      | B    |      |      |
| A    | A    | C    | C    |
| がく | 花弁 | 雄蕊 | 心皮 |

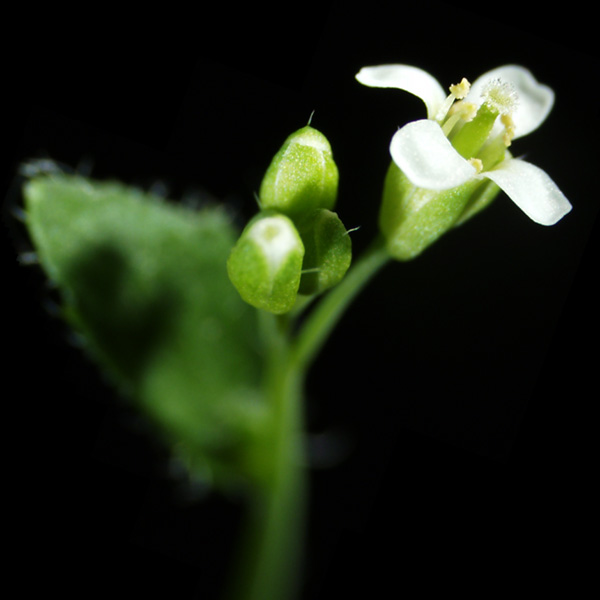
シロイヌナズナの花

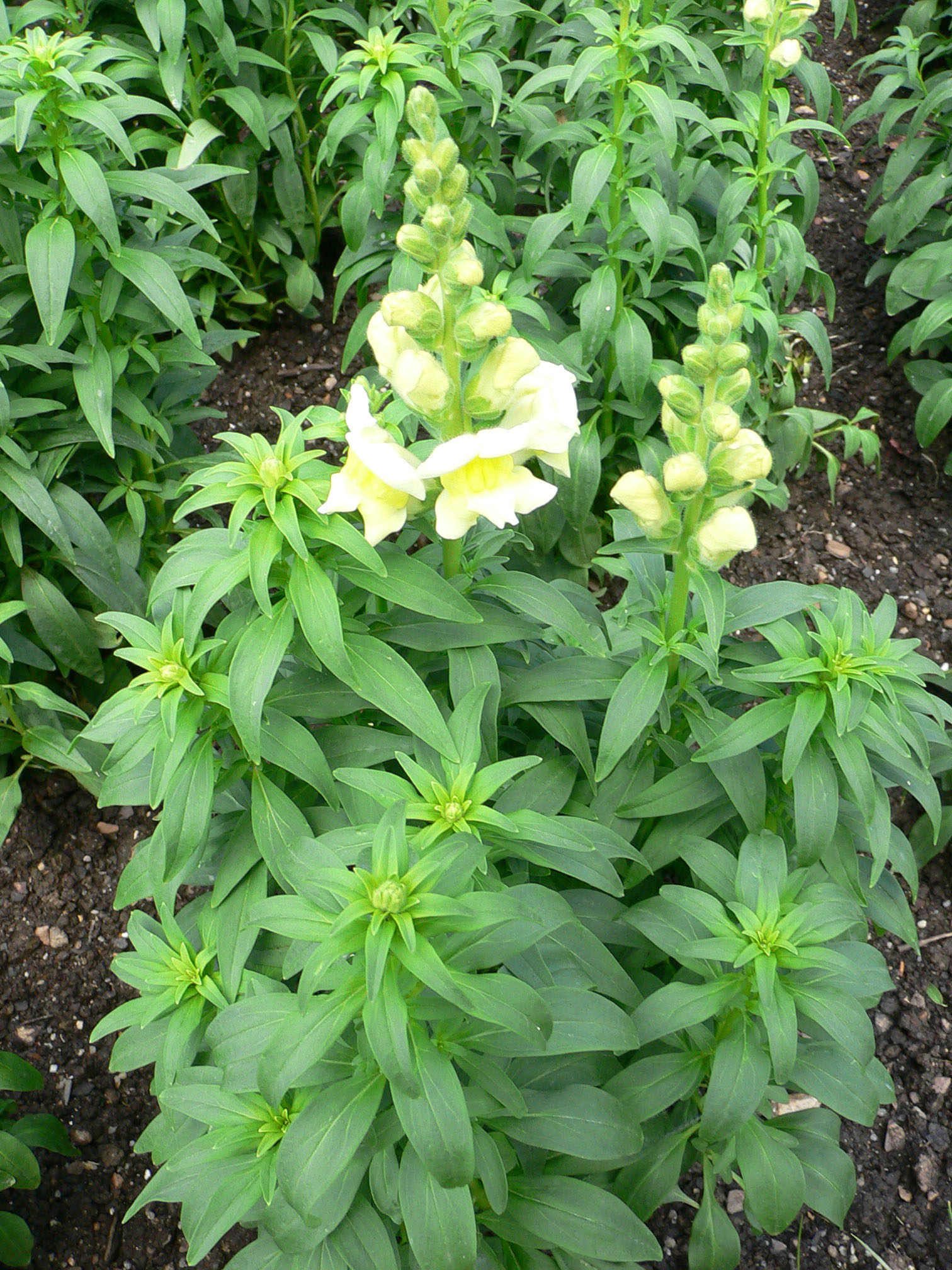
キンギョソウの花

花器官形成のABCモデルはアメリカのE. MeyerowitzのグループおよびイギリスのE. Coenのグループが、それぞれシロイヌナズナ(Arabidopsis thaliana)とキンギョソウ(Antirrhinum majus）での研究に基づき独立に確立し、両者の共著で1991年に提唱されている。シロイヌナズナはバラ類、キンギョソウはキク類に属し、両種とも4つのwhorlに4種の花器官（萼、花弁、雄蕊、心皮）を作る。それぞれのwhorlのアイデンティティーはホメオティック遺伝子の発現の差によって定義される。すなわち、萼はAクラス遺伝子のみの発現によって特徴づけられ、花弁はAクラスとBクラスの遺伝子が同時に発現することにより作られる。Bクラス遺伝子とCクラス遺伝子の同時発現は雄蕊のアイデンティティーを与え、心皮の形成にはCクラス遺伝子のみが活性化している必要がある。また、タイプAの遺伝子とタイプCの遺伝子はお互いの発現を抑制しあっている。
これらのホメオティック遺伝子が器官のアイデンティティーを決定している事実は、ある特定の機能を持つ遺伝子、例えばAクラスの遺伝子が発現していない時に明確になる。シロイヌナズナにおいてはこの欠失によって、最も外側のwhorl（whorl 1）に心皮が、そのひとつ内側のwhorl（whorl 2, whorl 3）に雄蕊のwhorlが、最も内側（whorl 4）には再び心皮が形成されることになる（次節図の「Aクラス変異体」を参照）。
A, B, Cクラスに加えて、Dクラス、Eクラスという補足的な機能を持つ遺伝子の存在もすでに議論されている。Dクラス遺伝子は心皮の運命の決定に続いて胚珠のアイデンティティーを特定する機能を持つとされる。Eクラスの遺伝子ははじめ内側3つのwhorlにおいて花器官のアイデンティティーを決定する働きを果たすとされた。しかしながら、現在ではEクラスの働きは広義に捉え直され、4つのwhorl全てに花器官としてのアイデンティティーを与えるのに働くと考えられている。したがって、Dクラスの遺伝子の働きが失われると胚珠の構造は葉のそれと類似したものとなり、広義のEクラス遺伝子が失われると全てのwhorlに葉のような構造がみられるようになる。
興味深いことに、A, B, Cクラスの遺伝子のほとんどに加え、D, Eクラスの遺伝子もその産物はMADSボックス型の転写因子である。

## ABCモデルの遺伝学的解析

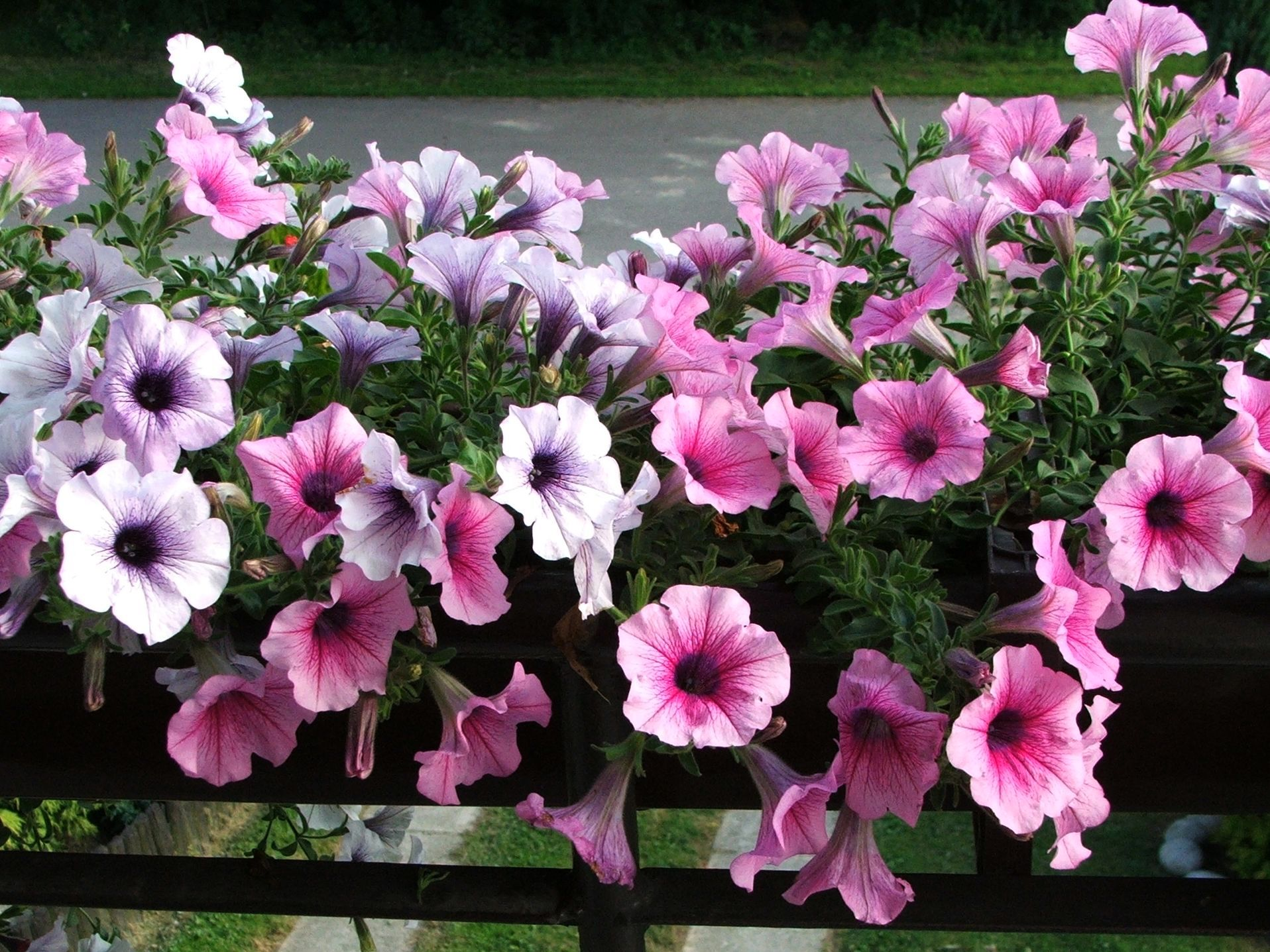
ペチュニアの花

ABCモデルの構築のための遺伝学的解析においては、花においてホメオティック遺伝子の特徴を知るために、花器官に異常な表現型を示す突然変異体を解析することが大きなステップであった。それに続き、ABCモデルを裏付けるために各遺伝子の発現場所を特定するような解析が行われた。

### 変異体の分析
花の形態に影響を及ぼす突然変異は極めて多数あるが、その解析ができるようになったのは近年の進歩である。その中でもABCモデルの構築に大きな役割を果たしたのは。ある器官が他の器官が生じるべきところに異所的に形成されてしまう突然変異体である。このような変異体をホメオティック変異体と呼び、キイロショウジョウバエで初めて発見されたホメオティック遺伝子と類似の機能を持つ遺伝子の変異がその原因となっている。シロイヌナズナとキンギョソウの花におけるこの種の変異体は決まって隣り合うwhorlに同時に影響を与えており、次の三つのタイプに分類でき、それぞれの原因となっている遺伝子がAクラス、Bクラス、Cクラスと分類された。
- Aクラスの遺伝子に変異が入った場合。シロイヌナズナにおけるapetala2(ap2)をはじめとしたこの種の変異体では、萼片の代わりに心皮が、花弁の代わりに雄蕊が形成されてしまう。
- Bクラスの遺伝子に変異が入った場合。この変異体では花弁の代わりに萼が、雄蕊の代わりに心皮が形成されてしまう。シロイヌナズナにおいてはこの種の変異体としてapetala3とpistillataが発見されている。
- Cクラスの遺伝子に変異が入った場合。この変異体では雄蕊が花弁に、心皮が萼に変形する。シロイヌナズナにおいてはagamous変異体が知られている[注 2]。

以上の変異体の表現型は、ABCモデルを導入することによって説明出来る。すなわち、ABCの各クラスの遺伝子の各whorlでの発現の組み合わせによってつくられる花器官が異なること、そしてタイプAの遺伝子とタイプCの遺伝子はお互いの発現を抑制しあっているため一方の機能が失われるともう一方が発現場所を相補することを考え合わせると、各変異体における遺伝子の発現と作られる花器官は右の図のようになる。
|      | B    |      |      |
| C    |      |      |      |
| 心皮 | 雄蕊 | 雄蕊 | 心皮 |

|      | （B） |      |      |
| A    | A     | C    | C    |
| がく | がく  | 心皮 | 心皮 |

|      | B    |      |      |
| A    |      |      |      |
| がく | 花弁 | 花弁 | がく |